# میتسوبیشی دبون‌ایر
میتسوبیشی دبون‌ایر (به انگلیسی: Mitsubishi Debonair) خودرویی است که در سال‌های ۱۹۶۴ تا ۱۹۹۸تولید شده‌است.